# Aschiza
Section
Les Aschiza sont une section de l'ordre des diptères, du sous-ordre des Brachycera (mouches muscoïdes aux antennes courtes) et de l'infra-ordre des Muscomorpha.

## Systématique
La section des Aschiza est attribuée, en 1882, à l'entomologiste autrichien Eduard Becher (d) (1856-1886).
Selon certaines sources, ce groupe est obsolète et considéré comme paraphylétique. Pour l’ITIS ces familles sont à ranger directement sous le sous-ordre des Brachycera.

## Liste des super-familles etfamilles
Selon ITIS (27 févr. 2013) :
- super-famille Platypezoidea Fallén, 1815
  - famille Ironomyiidae McAlpine & Martin, 1966
  - famille Lonchopteridae Curtis, 1839
  - famille Opetiidae Rondani, 1856
  - famille Phoridae Curtis, 1833
  - famille Platypezidae Fallén, 1815
- super-famille Syrphoidea Latreille, 1802
  - famille Pipunculidae Walker, 1834
  - famille Syrphidae Latreille, 1802 - syrphes, syrphides

## Publication originale
- (de) Eduard Becher, « Zur Kenntniss der Kopfbildung der Dipteren », Wiener Entomologische Zeitung, Vienne, Inconnu, vol. 1,‎ 1882, p. 49–54 (ISSN 1562-0891, OCLC 1769860, DOI 10.5962/BHL.PART.11140, lire en ligne).